# サイマティクス

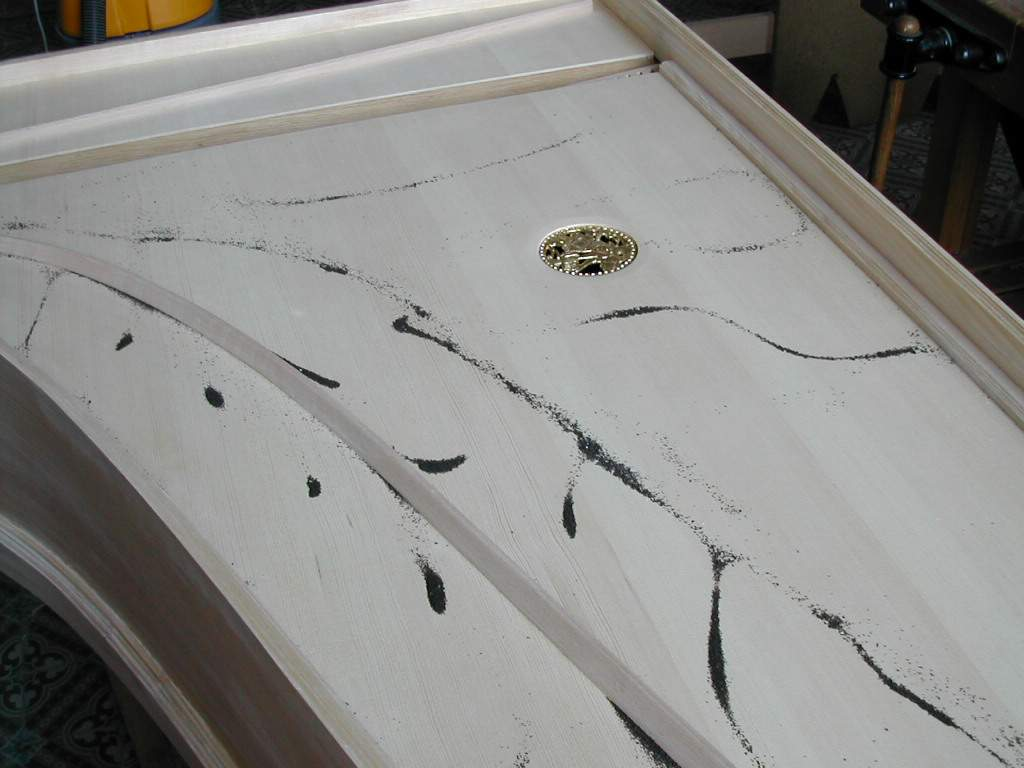
黒い粒体を撒くことでハープシコード響板の共鳴を可視化したもの。

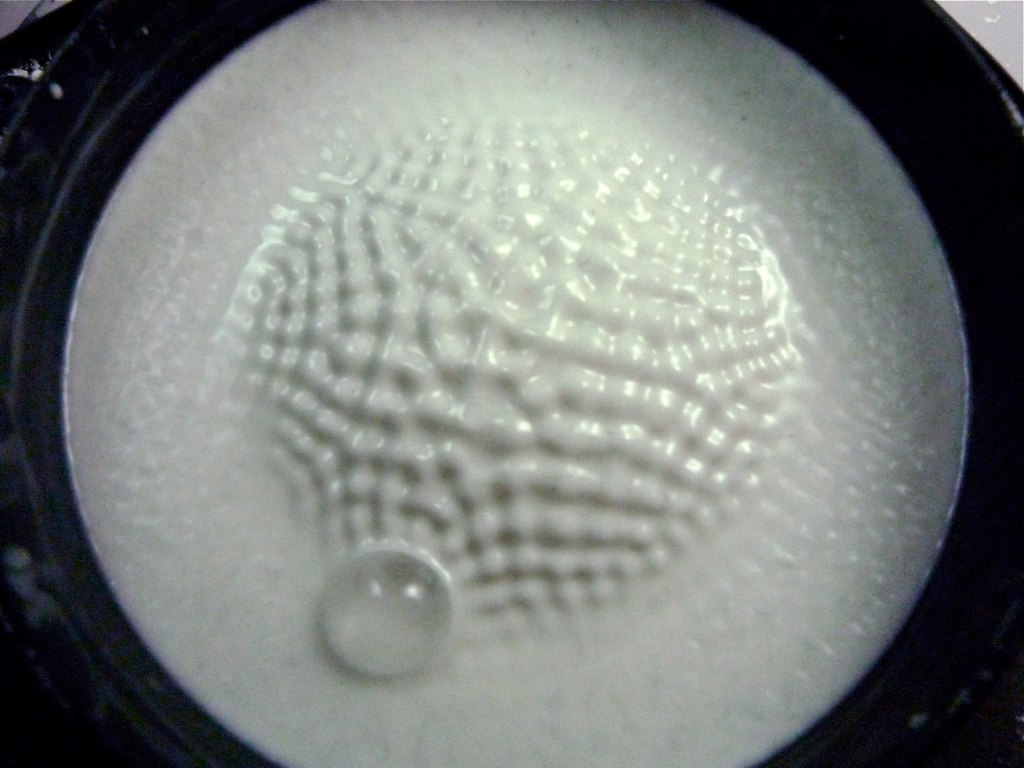
コーンスターチ水溶液をサイン波で振動させた様子。

サイマティクス（英: cymatics）とは、砂や水などの媒質によって物体の固有振動や音を可視化すること、またはその現象の研究。この語はギリシア語で波を意味する κῦμα に由来し、人智学思想を信奉していたスイス人のハンス・ジェニー（1904年-1972年）によって考案された。
サイマティックな現象を観察する一般的な方法は、平板や膜、ダイアフラム（振動板）などを振動させ、その表面に撒かれた粒子やペースト、液体などを動かすことによって、振動変位が大きい場所と小さい場所を可視化するというものである。この方法で現れるパターンは板の形状と励振周波数によって変化する。
実験には必ずしも高度な機器を必要としない。たとえば、中国に古くから伝わる魚洗鍋では、青銅製の器に水を注いで取手を摩擦すると、器の底で振動が起きて水が吹き上がる。また18 世紀にエルンスト・クラドニがいわゆるクラドニ図形を作成したときは、板を振動させるのに弦楽器の弓が用いられた。

## 歴史
1680年7月8日、ロバート・フックは、ガラス板を振動させるとその振動モードによって節が特有のパターンを形成することを見出した。フックは小麦粉で覆われたガラス板の端を弓で弾くことでパターンを作り出していた。
18世紀には、ドイツ人の音楽家で物理学者でもあったエルンスト・クラドニが、振動面に細かい粉末（石松子、小麦粉、細かい砂など）を撒くことで膜や平板の振動モードが観察できることに気が付いた。粉末は振動変位が大きい場所では激しく運動するが、いったん変位が小さい場所に移るとあまり運動しない。変位がゼロの場所、すなわち節の周辺には粉末が次第に集積していく。こうして浮かび上がる線のパターンは、その振動モードの節線と呼ばれる。振動面の力学的な性質が均一であれば、そこで起きる固有振動のモードやそれぞれのモードの節線が描くパターンは、面の幾何学的形状と、面がどのように保持されているかによって完全に決定される。
同様の観察はフックのほかにも ガリレオ・ガリレイが1630年頃に行っていたが、クラドニはこの種の実験を完成し、1787年の著書 Entdeckungen über die Theorie des Klanges（直訳『音の理論の発見』）で体系的に紹介した。これは音響現象や楽器の機能を理解する上で重要な貢献であった。平坦な板の上に細かい砂を撒き、ヴァイオリンの弓でその縁を垂直に擦ることで得られる図形は、今日でも「クラドニ図形」の名で呼ばれている。

## ハンス・ジェニーの研究
シュタイナーの人智学主義を信奉していたハンス・ジェニーは、1967年と1972年に Kymatic と題する二巻の本を出し、クラドニ図形のような音波による固有の対称図形には何らかの力が存在すると主張した。ジェニーが行った実験は、周波数範囲の広い励振装置に金属板を取り付け、その上に砂やチリ、液体を撒くと、与えた励振周波数に特有の幾何学図形が形成されるというものであった。ただし、人智学を工学、医学、生物学や生物動力学的農業のような分野に適用する試みは、科学的懐疑主義の論者であるマイケル・シャーマーなどから疑似科学とみなされていることを特記しておく。
ジェニーによれば、曼荼羅や自然界に散見される形状を連想させるこれらの幾何学図形は、その源である振動エネルギーが持つ見えない力場の現れであった。彼が特に強い印象を受けたのは、ヒンドゥー教や仏教の真言に用いられる古代サンスクリットの聖音「オーム」を石松子の粉末に向けて発声すると、オームを表すシンボルの一つである円と中心点からなるパターンが生じたことであった。しかし実際のところ、円形の板が中心や外周で固定されているならば、もしくは少なくとも中心対称に保持されているなら、振動モードの節線は必ず中心対称になる。すなわち、ジェニーが観察した現象は一般的な数理を超えるものではない。
物理数学的な見地では、節線が取りうるパターンは、振動体ならばその形によって、気体中の音波ならば容器の形によってあらかじめ決められている。取りうるパターンはそれぞれ特定の周波数と関係づけられているので、実際にどのパターンが現れるかは振動の周波数スペクトルに影響を受ける。しかしながら、どのような音声を当てるかは節線のパターンに全く影響を与えない。このようなメカニズムは古典物理学によって非常によく説明することができる。

## サイマティクスによるヒーリング
ニューエイジ運動において、サイマティクスには特殊なヒーリングの力があるとみなされてきた。ある種のパターンを作る音波は治癒を促進すると信じられているが、これはサイマティクスと全く関係はなく、むしろ音そのものの効果だと思われる。いずれにしても、一部の論文において低振幅の高周波音が骨折の治療に効果があると報告されているのを除けば、この現象に医学的な証拠はない。

## 美術と音楽への影響
サイマティックな節線パターンを作る装置は視覚芸術と現代音楽に影響を与えてきた。
アーティストのビョークは音楽と自然やテクノロジーとの出会いをテーマとしたアルバム『バイオフィリア』のツアーやそのライヴフィルム『ビョーク: バイオフィリア・ライヴ』において、サイマティクスを専門とするアーティストのミアラ・オライリーやエヴァン・グラントとコラボレーションを行った。
実験音楽家アルヴィン・ルシエはクラドニ図形に関するハンス・ジェニーの著作に影響を受けて Queen of the South を作曲した。またジェニーの著作はマサチューセッツ工科大学に Center for Advanced Visual Studies（CAVS）を創設したジョージ・ケペシュにも影響を与えた。ケペシュが制作したサイマティックなアート作品 Flame Orchard は、板金にグリッド状に開けられた多数の穴からガスの炎が噴出し、音楽に合わせてダイナミックなパターンを描くというものだった。

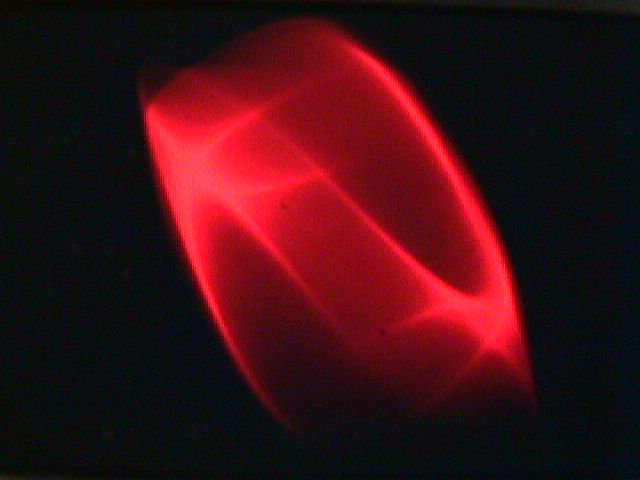
ロン・ロッコとデヴィッド・ハイクスによるサイマティックなイメージ。

1980年代の半ば、CAVSに在籍していたヴィジュアル・アーティストのロン・ロッコは、シンセサイザーの音声信号を真空管アンプで増幅し、それによって駆動されるサーボモータに鏡を取り付けてレーザービームを反射させ、音声の周波数と振幅を再現する光のパターンを作り出した。ロッコはこのビームを用いてビデオ・フィードバックを生成し、コンピュータでそのフィードバック信号を処理することで、 Andro-media と題する一連のインスタレーション作品を制作した。ロッコは後に、The Harmonic Choir の一員としてモンゴルの喉歌を歌う音楽家デヴィッド・ハイクスと共同して、水銀の液面で反射させたヘリウム-ネオンレーザーを音に合わせて変調することでサイマティックな画像を作り出した。同作の写真は1987年のアルス・エレクトロニカカタログに載せられた。
現代の写真家で哲学者でもあるドイツ人アレクサンダー・ラウターヴァッサーは、精巧な水晶発振器で細かい砂を撒いた鋼板に共鳴を起こしたり、ペトリ皿に入れた水の試料を振動させるなど、21世紀の技術をサイマティクスに応用した。2002年に出版された初の著作、Wasser, Klang, Bilder: Die schöpferische Musik des Weltallsは、純粋なサイン波からベートーヴェン、シュトックハウゼン、エレクトロアコースティックのグループ Kymatikや喉歌など、広範なジャンルの音で水面を駆動させて撮影した反射光の写真が大きく扱われた。その結果得られた定在波パターンの画像は非常に印象的なものであった。ラウターヴァッサーの著書は、ヒョウの紋の配列や草花にみられる幾何学図形をはじめとして、クラゲの形やカメの甲羅に見られる固有の模様など、自然のパターンをサイマティックなパターンによって細部まで再現することに焦点が置かれていた。

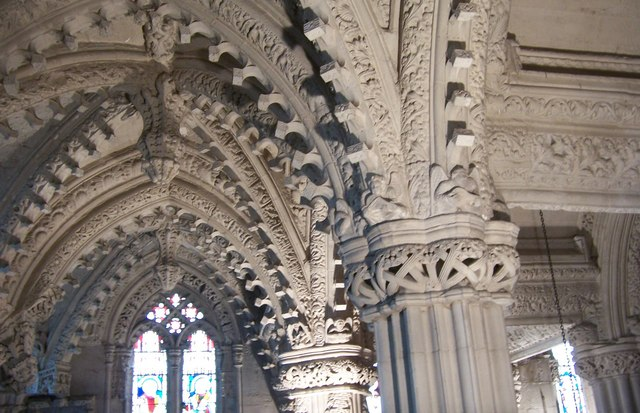
ロスリン礼拝堂の内部。柱の上のアーチ部から多数突き出ているのが問題の角石である。

作曲家のスチュアート・ミッチェルとその父T・J・ミッチェルは、ロスリン礼拝堂の彫刻はサイマティックなパターンを模したものだと主張した。二人は2005年に『ザ・ロスリン・モテット』と題する作品を制作し、礼拝堂のアーチ14基に取り付けられている角石に掘られた13種の幾何学シンボルが、様々なクラドニ図形のパターンと類似していることを示した。サイマティクス研究者のコミュニティでしばしば見られるように、ミッチェルらの主張は科学的・歴史的な裏付けを欠いている。難点の一つは、角石状の彫刻の多くはオリジナルが腐食したため19世紀に新しく製造されたものだということである。
2014年、エレクトロニック・ミュージックのユニットザ・グリッチ・モブはサイマティクスを利用してミュージック・ビデオ Becoming Harmonious (ft. Metal Mother)を制作した。
ファッションデザイナーのMandali Mendrillaはヤントラ図形とサイマティクスに影響を受けて Kamadhenu (Wish Tree Dress III) と題するスカルプチャードレスを制作した。そのデザインはヒンドゥーの女神カーマデーヌを意味するヤントラ図形をモチーフにしていた。

## 工学への影響

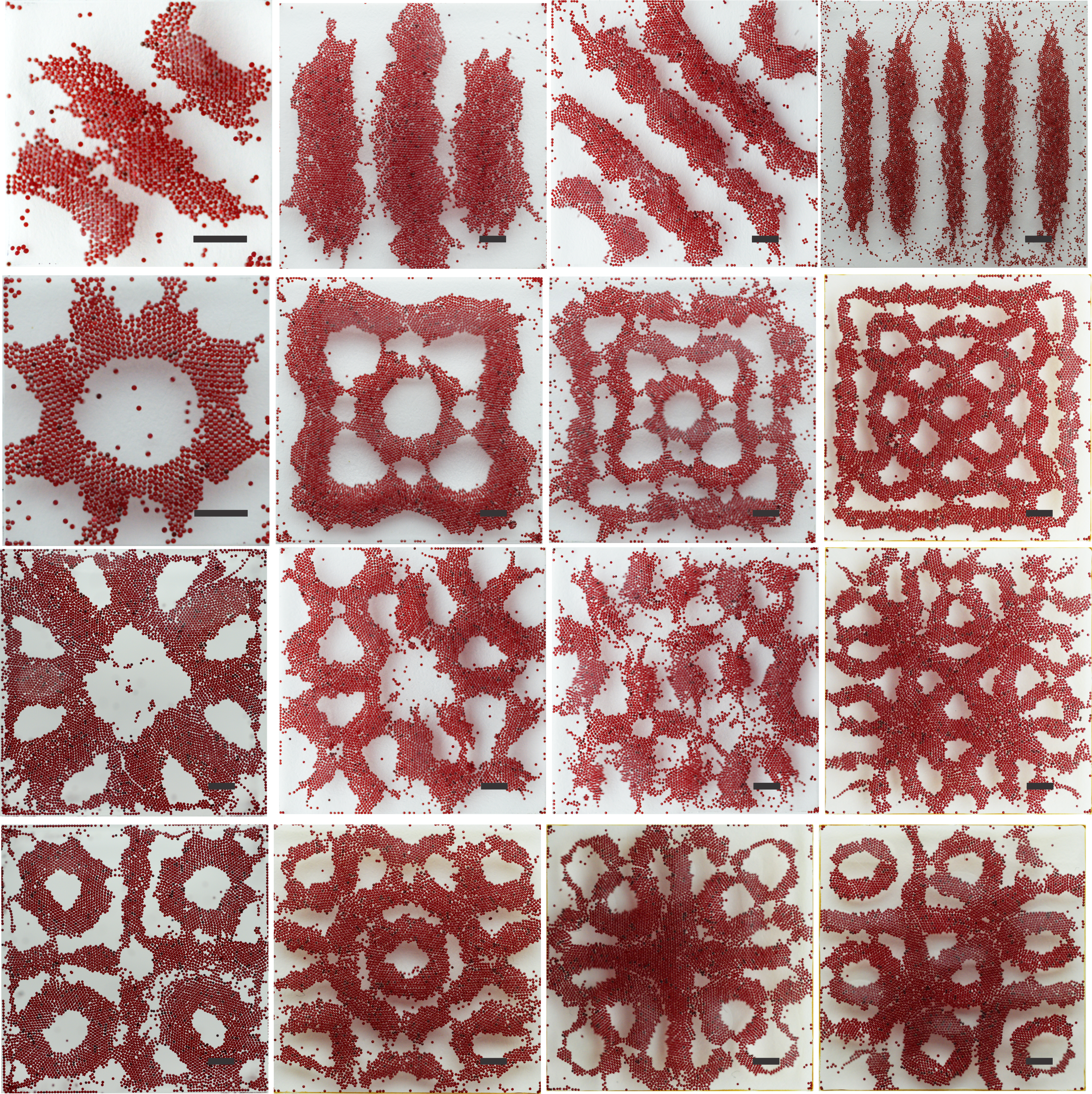
水の容器を振動させて得られる定在波（ファラデー波）をテンプレートとして、直径200 μmのビーズを凝集させたもの。

P・チェンとその共同研究者は、音の振動が気液界面に周期的・対称的なパターンを作ることを利用して、マイクロビーズを用いて多様な構造を作るための液体テンプレートを開発した。このテンプレートは振動の周波数と加速度を調整することによってダイナミックに形を制御することが可能である。

## 外部リンク

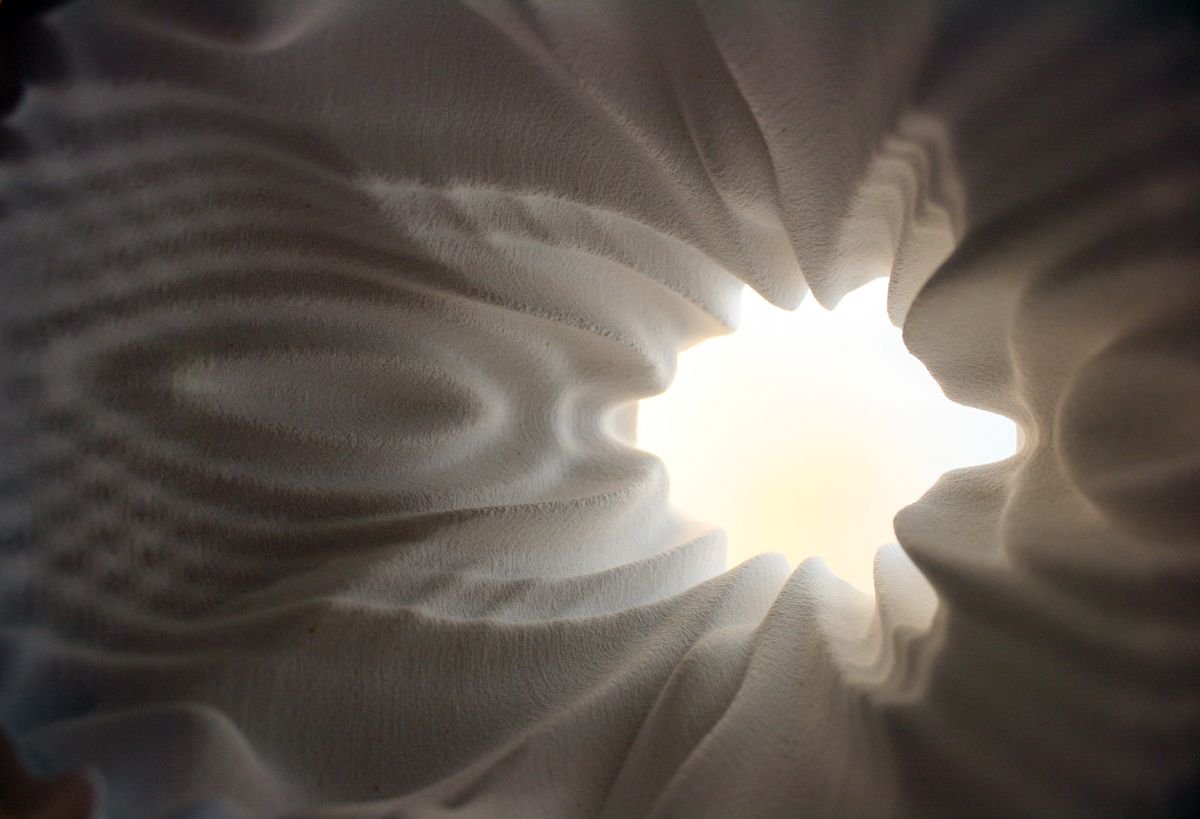
ラピッドプロトタイピング技術で造形されたサイマティックな立体図形Cymatica structures_Series 2。